# 中村一義 (サッカー選手)
中村 一義（なかむら かずよし、1955年4月8日 - ）は、日本の元サッカー選手。現役時代のポジションはFW（左ウイング）。静岡県藤枝市出身。川崎フロンターレの前身である富士通サッカー部などに所属し、日本代表としても、国際Aマッチ5試合に出場し1得点した。

## 略歴
西益津中学校3年次に全国中学校サッカー大会優勝に貢献し注目される。
高校はサッカーの名門藤枝東高校に進学するとレギュラーの座を掴み、4-2-4システムを採用する同校の左ウイングとして、第51回大会（1973年）と第52回大会（1974年）の全国高校サッカー選手権大会の2年連続準優勝に貢献した。主将として挑んだ3年次の高校選手権決勝の北陽高校戦では自身の上げた得点がオフサイドと判定される不運もあった。
その後、法政大学に進学し4年次には関東大学サッカーリーグで優勝するなど活躍を続けたが、1978年に加入した日本サッカーリーグ1部の富士通サッカー部では、同クラブが翌年に2部へ降格した事もあり脚光を浴びる機会が少なかった。そして1981年シーズンを最後に現役を引退した。
代表レベルでは高校2年次に日本ユース代表に選出、1973年にイランで開催されたAFCユース選手権準優勝に貢献。また1974年1月には高校生として初めて日本選抜に選出され三国対抗に出場した。
1979年3月4日に国立競技場で行われた日韓定期戦で日本代表デビューを果たした。この試合で高校時代の先輩の碓井博行とコンビを組み、前半26分に決勝ゴールを決め勝利に導いた。また同年6月に行われたムルデカ大会などにも出場したが、この年が最後の代表参加となった。

## 選手時代の評価
- 技巧的なドリブルと100m11秒台の駿足[6]、得点能力を併せ持つウインガー。個人技に優れ1970年代には西野朗らと共に将来の日本を担う人材と嘱望された選手であった。

## 所属クラブ
- 1968年 - 1970年 藤枝市立西益津中学校
- 1971年 - 1973年 藤枝東高校
- 1974年 - 1977年 法政大学
- 1978年 - 1981年 富士通

## 個人成績
| 国内大会個人成績 | 国内大会個人成績 | 国内大会個人成績 | 国内大会個人成績 | 国内大会個人成績 | 国内大会個人成績 | 国内大会個人成績 | 国内大会個人成績 | 国内大会個人成績 | 国内大会個人成績 | 国内大会個人成績 | 国内大会個人成績 |
| 年度             | クラブ           | 背番号           | リーグ           | リーグ戦         | リーグ戦         | リーグ杯         | リーグ杯         | オープン杯       | オープン杯       | 期間通算         | 期間通算         |
| 年度             | クラブ           | 背番号           | リーグ           | 出場             | 得点             | 出場             | 得点             | 出場             | 得点             | 出場             | 得点             |
| 日本             | 日本             | 日本             | 日本             | リーグ戦         | リーグ戦         | JSL杯            | JSL杯            | 天皇杯           | 天皇杯           | 期間通算         | 期間通算         |
| ---------------- | ---------------- | ---------------- | ---------------- | ---------------- | ---------------- | ---------------- | ---------------- | ---------------- | ---------------- | ---------------- | ---------------- |
| 1978             | 富士通           | 7                | JSL1部           | 11               | 3                |                  |                  |                  |                  |                  |                  |
| 1979             | 富士通           |                  | JSL2部           |                  |                  |                  |                  | -                | -                |                  |                  |
| 1980             | 富士通           |                  | JSL2部           |                  | 4                | 1                | 0                |                  |                  |                  |                  |
| 1981             | 富士通           |                  | JSL2部           |                  |                  | 1                | 0                | 1                | 0                |                  |                  |
| 通算             | 日本             | 日本             | JSL1部           | 11               | 3                |                  |                  |                  |                  |                  |                  |
| 通算             | 日本             | 日本             | JSL2部           |                  |                  |                  |                  |                  |                  |                  |                  |
| 総通算           |                  |                  |                  |                  |                  |                  |                  |                  |                  |                  |                  |

## 代表歴
- 日本代表初出場：1979年3月4日 対韓国戦（国立競技場）
- 日本代表初得点：1979年3月4日 対韓国戦（国立競技場）

### 試合数
- 日本代表
  - 国際Aマッチ 5試合 1得点(1979)[1]

| 日本代表 | 国際Aマッチ | 国際Aマッチ | その他 | その他 | 期間通算 | 期間通算 |
| 年       | 出場        | 得点        | 出場   | 得点   | 出場     | 得点     |
| -------- | ----------- | ----------- | ------ | ------ | -------- | -------- |
| 1979     | 5           | 1           | 7      | 0      | 12       | 1        |
| 通算     | 5           | 1           | 7      | 0      | 12       | 1        |

### 出場
| No. | 開催日         | 開催都市         | スタジアム                 | 対戦相手   | 結果 | 監督     | 大会         |
| --- | -------------- | ---------------- | -------------------------- | ---------- | ---- | -------- | ------------ |
| 1.  | 1979年03月04日 | 東京都           | 国立霞ヶ丘競技場陸上競技場 | 韓国       | ○2-1 | 下村幸男 | 日韓定期戦   |
| 2.  | 1979年06月16日 | ソウル           |                            | 韓国       | ●1-4 | 下村幸男 | 日韓定期戦   |
| 3.  | 1979年06月27日 | クアラルンプール |                            | マレーシア | △1-1 | 下村幸男 | ムルデカ大会 |
| 4.  | 1979年06月29日 | クアラルンプール |                            | タイ       | ○2-1 | 下村幸男 | ムルデカ大会 |
| 5.  | 1979年07月01日 | クアラルンプール |                            | ビルマ     | ○1-0 | 下村幸男 | ムルデカ大会 |

### 得点数
| # | 年月日       | 開催地     | 対戦国 | スコア | 結果 | 試合概要   |
| - | ------------ | ---------- | ------ | ------ | ---- | ---------- |
| 1 | 1979年3月4日 | 日本、東京 | 韓国   | 2-1    | 勝利 | 日韓定期戦 |

- 日本ユース代表
  - AFCユース選手権出場（1973年準優勝、1974年）
- 日本選抜（1974年）
- 日本B代表（1974年）